# Emanuele Loperfido
Emanuele Loperfido (Pordenone, 4 novembre 1975) è un politico italiano, deputato della XIX Legislatura, in carica dal 13 ottobre 2022.
L'onorevole Loperfido è membro delle Commissioni Difesa ed Esteri della Camera. Fa parte della Delegazione italiana che compone l'Assemblea parlamentare Osce, presiede la Sezione parlamentare bilaterale di amicizia Italia-Polonia.
Già vicesindaco del Comune di Pordenone e prima assessore, attualmente è consigliere comunale del Comune di Pordenone. A Pordenone è coordinatore provinciale di Fratelli d'Italia.